# Das Leuchten der Erinnerung
Das Leuchten der Erinnerung (Originaltitel: The Leisure Seeker) ist ein tragischkomisches Roadmovie von Paolo Virzì, das am 3. September 2017 im Rahmen der Filmfestspiele in Venedig seine Premiere feierte. Die französisch-italienische Koproduktion basiert auf dem gleichnamigen Roman von Michael Zadoorian.

## Handlung

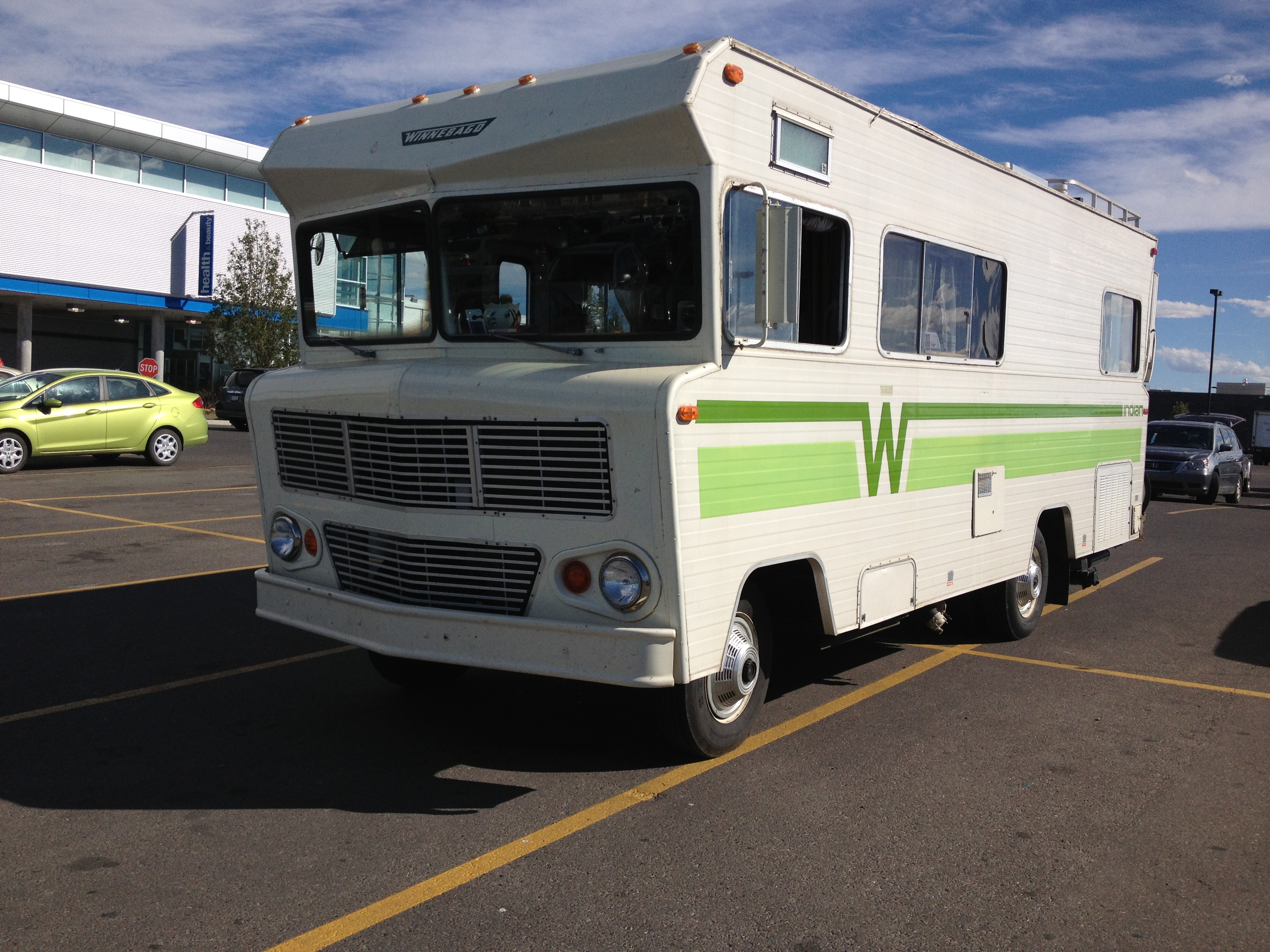
1975er Winnebago Indian

Ella und John leben in Wellesley bei Boston und sind schon seit fast 50 Jahren glücklich miteinander verheiratet, doch langsam macht sich das Alter bemerkbar. Weil die beiden das Gefühl haben, dass ihnen nicht mehr viel Zeit bleibt und sie einen Großteil ihrer Freizeit bei Ärzten verbringen müssen, machen sie sich eines Tages mit ihrem 1975er Winnebago Oldtimer-Wohnmobil auf, um in Key West das frühere Wohnhaus von Ernest Hemingway zu besuchen.
Ihre Kinder halten das wegen des Gesundheitszustandes ihrer Eltern für keine gute Idee, weshalb sie letztlich die Reise antreten, ohne es den Kindern zu sagen. John ist an Alzheimer erkrankt, und bei Ella hat man einen Tumor entdeckt. John erscheint zwar häufig ein wenig abwesend, ist körperlich jedoch fit, und sie ist oft erschöpft, doch im Geist klar wie je zuvor.
Bei ihrer Reise entlang der amerikanischen Ostküste bis nach Florida erleben sie ihr letztes Abenteuer.

## Produktion

### Stab und Besetzung
Es handelt sich bei Das Leuchten der Erinnerung um das englischsprachige Regiedebüt des italienischen Filmemachers Paolo Virzì, der sich zuvor durch Filme wie Die süße Gier aus dem Jahr 2013 und Die Überglücklichen aus dem Jahr 2016 einen Namen gemacht hatte. Der Film basiert auf dem Roman Das Leuchten der Erinnerung (Originaltitel: The Leisure Seeker) von Michael Zadoorian aus dem Jahr 2009. Das Buch war das zweite Werk des amerikanischen Schriftstellers und entwickelte sich insbesondere in Italien zum Bestseller. Der Regisseur schrieb gemeinsam mit Stephen Amidon, Francesca Archibugi und Francesco Piccolo die Drehbuchadaption von Zadoorians Roman für den Film. Die Filmmusik komponierte Carlo Virzì, der Bruder des Regisseurs.

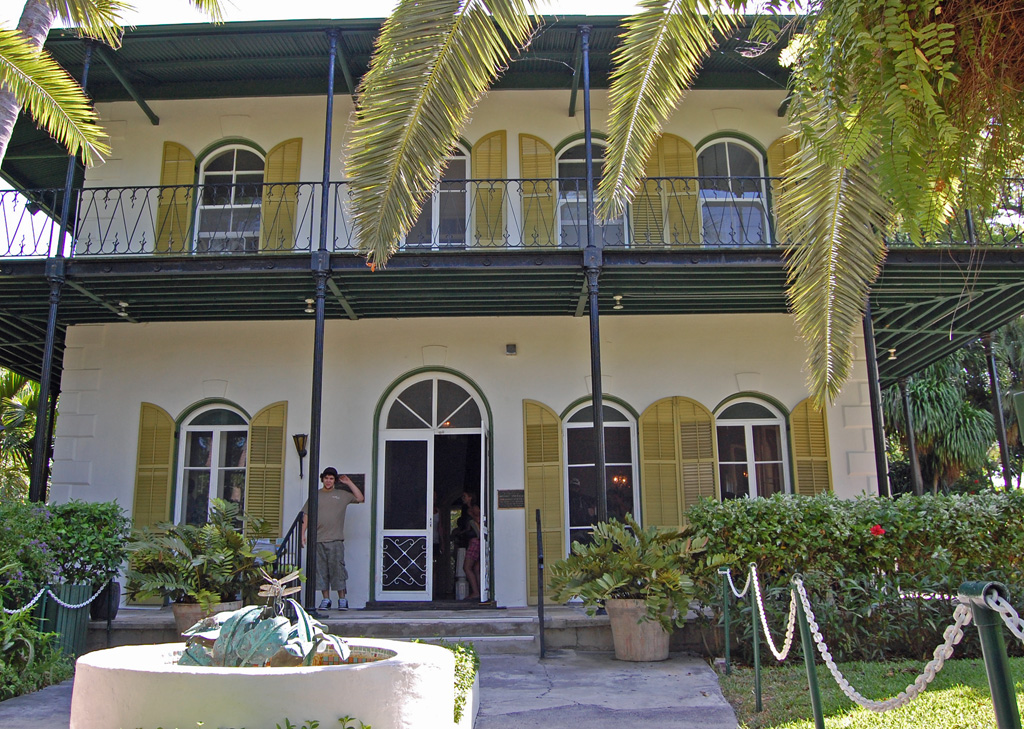
Ziel der Reise von Ella und John ist das Hemingway-Haus in Key West

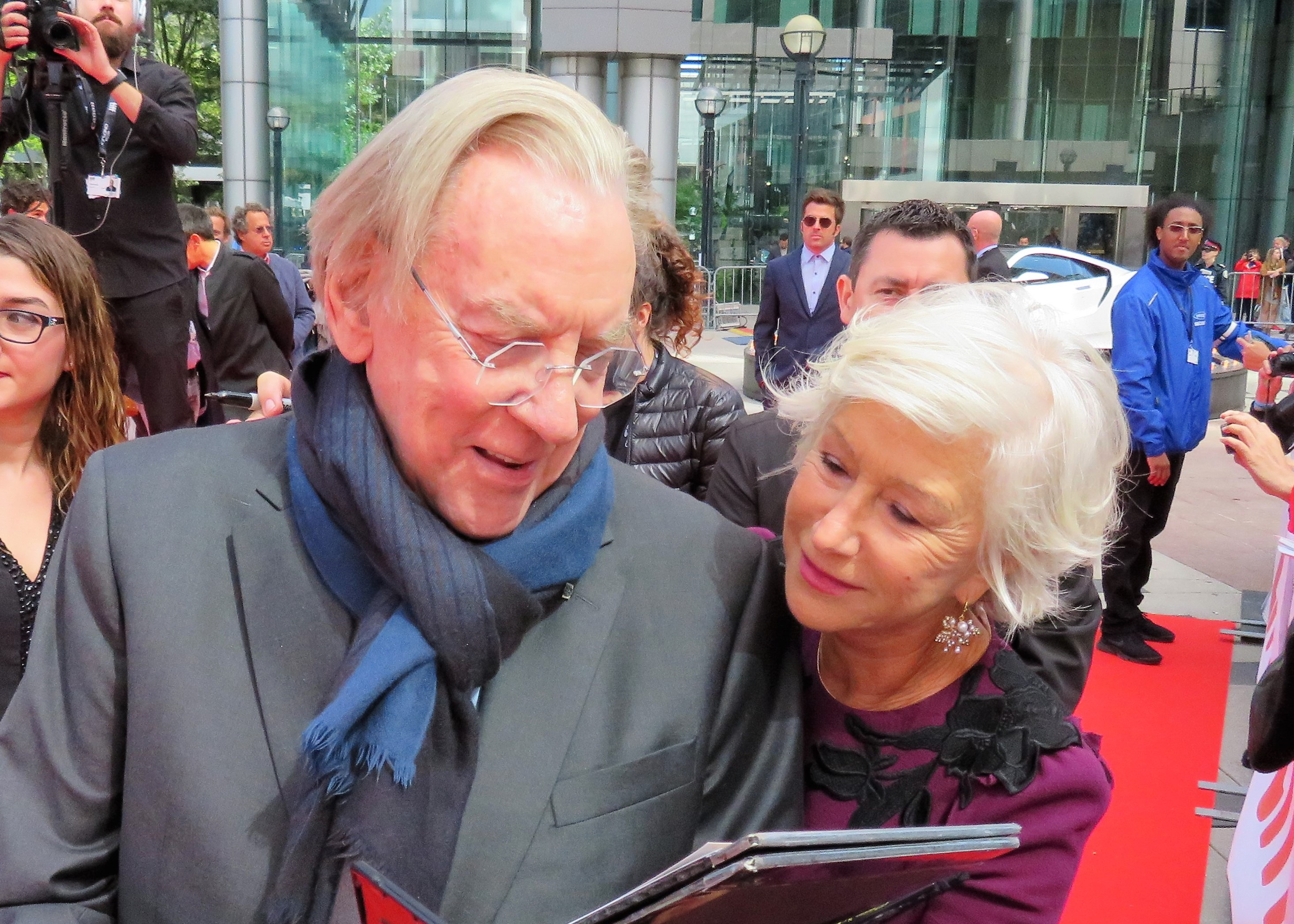
Die Hauptdarsteller Donald Sutherland und Helen Mirren bei der Vorstellung des Films in Toronto

Helen Mirren und Donald Sutherland übernahmen im Film die Hauptrollen von Ella und John. Letztmals hatten Mirren und Sutherland 26 Jahre zuvor für die Dreharbeiten zum Film Bethune – Arzt und Held von Phillip Borsos gemeinsam vor der Kamera gestanden. Da Ella im Film an Krebs erkrankt, rasierte sich Mirren während der Dreharbeiten eine Glatze. Im Film ist sie jedoch mit kurzen blonden Haaren zu sehen, die sie unter ihrer Perücke trägt. Janel Moloney übernahm die Rolle von Jane, die in Rückblenden von Raegan Millican gespielt wird.

### Dreharbeiten und Veröffentlichung
Die Dreharbeiten wurden im Juli 2016 in Atlanta und in der nahe gelegenen Stadt Dunwoody begonnen. Weitere Dreharbeiten in Georgia fanden im Jekyll Island State Park und in McDonough statt. In Florida drehte man in einem Krankenhaus in Marathon, im Bahia Honda State Park auf dem Big Pine Key und im September 2016 in Key West, unter anderem am Hemingway-Haus.
Die Vertriebsrechte des Films liegen bei Sony Classics. Der Film feierte am 3. September 2017 im Rahmen der Filmfestspiele in Venedig seine Premiere, wo er im Hauptwettbewerb gezeigt und für den Goldenen Löwen nominiert wurde. Ebenfalls im September 2017 wurde der Film beim Toronto International Film Festival vorgestellt. Der US-amerikanische Kinostart war für den 9. März 2018 vorgesehen. In Deutschland erfolgte der Kinostart am 4. Januar 2018.

## Rezeption

### Kritiken
Gerhard Midding von epd Film erklärt, Ella, die selbst schwer erkrankt ist, gebe im Film nicht auf: „Unnachgiebig beharrt sie darauf, dass er sich Namen, Orte und Situationen ins Gedächtnis zurückruft. Das ist ein Tauziehen, welches Paolo Virzì den Zuschauern getrost zumutet, mal enervierend, mal lustig und dann ungemein beglückend, wenn sich Johns Erinnerung plötzlich wieder einstellt.“ Für diese Gratwanderung, so Midding weiter, brauche es Schauspieler, die einfühlsam und von robuster Verletzbarkeit seien, und Helen Mirren und Donald Sutherland stünden wunderbar für ihre Figuren ein, ohne in die Falle der Sentimentalität zu tappen.
Martin Schwickert vom General-Anzeiger meint, das Drehbuch nach dem Roman von Michael Zadoorian zeige zwar in Details ein gutes Einfühlungsvermögen für den Alzheimer-Ehealltag, bleibe jedoch in seinen Entwicklungen und den mutlos vorgetragenen Konflikten etwas vorhersehbar. Innerhalb des gefälligen Settings schaue man Mirren und Sutherland aber sehr gerne bei der Arbeit zu, so Schwickert weiter, die hier gut aufeinander eingespielt und vollkommen souverän agierten, aber einfach zu wenig in die Hand bekommen, um zu wirklich großer Form auflaufen zu können.

### Auszeichnungen
Internationale Filmfestspiele von Venedig 2017
- Nominierung für den Goldenen Löwen (Paolo Virzì)
- Auszeichnung mit dem Leoncino d’Oro Agiscuola Award (Paolo Virzì)[16]

Golden Globe Awards 2018
- Nominierung als Beste Hauptdarstellerin (Helen Mirren)

Die Deutsche Film- und Medienbewertung FBW in Wiesbaden verlieh dem Film das Prädikat besonders wertvoll.